# Setge d'Oviedo
El Setge d'Oviedo foren les operacions militars que van tenir lloc al voltant d'aquesta ciutat durant els primers mesos de la Guerra Civil Espanyola, enfrontant a les forces revoltades contra les forces lleials al govern republicà, especialment les milícies obreres.
Després del cop d'estat del 18 de juliol de 1936, es van produir nombroses revoltes militars al llarg de tota la península. En aquest context la ciutat d'Oviedo s'uneix a les forces revoltades per ordre del cap de la guarnició, el coronel Antonio Aranda. Des de llavors aquesta va quedar assetjada per les milícies mineres i obreres que s'havien mantingut fidels a la República. Tot i la pressió republicana la capital asturiana es va mantenir en aquesta situació durant diversos mesos, fins que el 17 d'octubre forces revoltades procedents de Galícia van aconseguir trencar el setge a què estava sotmesa la ciutat.

## Antecedents
Els nacionalistes no consideraven Oviedo com un lloc probable per a una revolta reeixida, i inicialment es considerava una causa perduda de l'aixecament. La ciutat va ser el centre de la Revolució d'Astúries de 1934, i va tenir constant d'activitat revolucionària des de l'elecció del govern del Front Popular a les eleccions generals espanyoles de 1936. El govern republicà, després d'aixafar la revolta va destinar un nombrós contingent i nombroses metralladores i munició.
El governador d'Oviedo, iniciat el cop d'estat del 18 de juliol, i després d'una conversa amb Ramón González Peña va demanar armes a Antonio Aranda Mata, comandant de la Brigada de Muntanya d'Astúries i governador militar d'Oviedo per les milícies obreres, rebent una quantitat petita d'elles, i els obrers es van dirigir a Lleó, mentre Aranda, amb el suport de set companyies de la Guàrdia Civil, el 20 de juliol de 1936 secunda la revolta contra la Segona República Espanyola i fa detenir el governador civil, prenent la ciutat però quedant encerclat pels republicans.

## El setge
Com que els assetjants no disposaven de forces de terra republicanes regulars, les seves forces consistien gairebé exclusivament de milícies dels partits del Front Popular i dels anarquistes aliats i van començar a assetjar Oviedo el 20 de juliol, però al mateix temps va haver de dur a terme el setge de Gijón, també a Astúries. Els revoltats de la caserna de Simancas, a Gijón es van mantenir fins al 16 d'agost i la resistència va acabar a Gijón el 21 d'agost, i la milícia republicana de Gijón podria es va sumar al setge d'Oviedo. Tanmateix, el fet era que uns dos-cents defensors havien lligat tota la milícia d'aquesta zona durant un mes. Els nacionalistes havien guanyat un temps valuós i els republicans l'havien perdut.
Acabat el conflicte a Gijón, les forces del Front Popular van dirigir-se a Oviedo. La majoria de les milícies eren miners asturians amb pocs, si n'hi havia, militars entrenats, ja que pràcticament totes aquestes tropes, inclosa la majoria dels guàrdies d'assalt, s'havien unit a l'aixecament. A més, una força de socors dels revoltats camí de Galícia, i el setge de Gijón havia esgotat les forces necessàries per oposar-se a aquest avanç. La força de socors havia aconseguit progressos substancials cap a Oviedo, i les forces del Front Popular tenien poc equipament adequat per dur a terme un setge a excepció de la dinamita, i amb el domini de les altures al voltant d'Oviedo, Aranda confiava que la ciutat estava ben preparada per a la defensa.

## Conseqüències
La repressió franquista va provocar centenars de morts, molts d'ells enterrats a una fosa comuna al cementiri d'Oviedo.
Després de la ruptura del setge, Antonio Aranda Mata és nomenat general de brigada i passa a dirigir el Cos d'Exèrcit de Galícia fins a la fi de la Guerra Civil espanyola.